# 神秘的世界
《神秘的世界》（日语：神秘の世界エルハザード）是由AIC製作在1995年發售的OVA。故事描述一個高中生水原誠因為進入沉眠於学校地下的遺跡，因為遺跡中出現的女性，而被移轉到異世界「耶路哈薩德」的冒險故事。

## 概要
本作由林宏樹、月村了衛所製作的奇幻愛情喜劇。
本作是一個多媒體的作品，不僅有動畫部分的OVA版和電視動畫版以外。其他還有漫畫版、電玩版的PC Game等。另外，登場人物和故事隨不同媒體而有所不同。
‧神秘的世界   EL-HAZARD （OVA1）：（全7集）第一部神秘的世界原作。
‧神秘的世界   EL-HAZARD （TV1）：（全26集）跟OVA毫不相干的全新故事。
‧神秘的世界   EL-HAZARD 2（OVA2）：（全4集）接續OVA1的故事。
‧異次元的世界 El Hazard （TV2）：（全13集）接續OVA2的故事。
只有TV1與其他三部毫不相干。
OVA版的續集延續原來的OVA版和TV版，各自製作出續集的OVA版2『神秘的世界2』、TV版2『異次元的世界』。以藤澤真理和咪姿．蜜絲塔露的結婚為主軸、『神秘的世界2』是結婚之前發生的故事、『異次元的世界』是結婚之後的故事，並且以此作為故事的展開。這些作品也以『神秘的世界』最終話的結尾做為以引發故事的插話。

《幻双の世界エルハザード(幻雙的世界 El Hazard（暫定名）)》:
作為第4屆AIC重啟動畫企劃，企劃動畫企劃最終成長為TV動畫系列。角色設計：栗田真一，導演：丸山佑介。主人公的名字是直人，女主角是陣內和Diva的女兒陣內法拉夏。眾籌方式，於2018年6月30日開始招募，2018年10月30日結束。

## 登場人物

### 主要登場人物
水原誠
声 - 岩永哲哉／蘇強文（香港）／劉傑、李明幸（ova）（台灣）（在LD-BOX版．DVD版所收錄的聲音為太田正道﹞
主角。身高170cm。縣立東雲高中學生、成績是學年榜首（自然組?）。操關西腔、聲音有些許的不同（原因並不是聲優弄錯、但能肯定的是，誠已經到了變聲的年紀，所以也能夠以這種方式詮釋）。有著凡事都很寬容的性格。對於色色的事情相當不在行、另外做人也相當遲鈍。有著一張小時候會被人搞錯成女孩子的可愛臉蛋、並且對這張臉有相當的心結。OVA版時代替倫的妹妹法多拉公主，成為她的替身。因為其本身具備的知識和智慧、讓他擁有能與「古耶路哈薩德文明的遺産產生共鳴」的力量並且藉此拯救耶路哈薩德的危機。
陣内克彥
声 - 置鮎龍太郎／張錦江→黎偉明（香港）／官志宏（台灣）
東雲高中的學生會長。因為相當獨裁而不受人歡迎。和誠是老朋友、小時候，無論和誠做什麼事都會把他視為對手。是名自信家和野心家、並且個性相當卑鄙、全身無處不令人憎惡。和巴克羅姆的居民（昆蟲型生物）能夠順利地溝通、於是與他們的女王迪芭聯手企圖征服耶路哈薩德。如果誠是天才的話、陣内則是屬於秀才型。有著令人印象深刻的高音笑聲、是本作的第二主角。
陣内菜菜美
声 - 夏樹莉緒／梁少霞（香港）／楊凱凱（台灣）
陣内的妹妹和東雲高中的學生。小阿誠一歲的青梅竹馬。兄妹間的感情不太好。很會做生意、被送到耶路哈薩德後，還靠手中的醬油煮出美味的菜色而因此賺大錢。有著能看到看不見東西的能力、因此發覺到幻影族的陰謀。在TV版中因為沒有幻影族的設定而改成與克彥一樣能夠與巴克羅姆等昆蟲溝通的能力。擅長做家事。另外，她也有在中学時被選為游泳國手的設定、因為此設定，使她的身材比OVA版中更多一點的肌肉。
藤澤真理
声 - 石井康嗣／張炳強（香港）／于正昌（台灣）
東雲高中的教師、教的科目是國語。是登山社的顧問老師（但社員人數是零）。雖然年紀在三十左右，卻有著比年齡更老成的外表。喜歡喝酒抽煙、即使工作中，也會從白天開始一點一點地喝。興趣是爬山、講話時常常是滔滔不絕，還有著優異的體力和怪力、但只要一喝酒就會降低能力。（不喝酒時會有怪力、如果連煙都不能抽的話，其怪力會更加上升。）在一次意想不到的意外中和咪姿相遇並讓咪姿愛上了他。在關鍵時刻是個能夠依靠的男人。
倫．維納斯/露兒公主
声 - 井上喜久子／陸惠玲（香港）
耶路哈薩德同盟的盟主、羅舒大利亞王國的公主。OVA版中是二十三歲並且有個妹妹和未婚夫。個性有如春天一般的溫柔而且相當堅強。對於自己是公主的身分相當清楚、在正式場合絕不會失去了自己堅強的態度。和卡雷斯的婚約也是為了羅舒大利亞的安全。為了不讓同盟的諸侯發現自己的妹妹法多拉失蹤的事情（做為同盟精神和後盾的神之眼，沒有這兩位羅舒大利亞王族是無法啟動的）找了誠當她的替身。TV版中則是以十六歲的她為女主角。對布娃娃講話時，會表現出她小孩子的一面。她的服裝不僅露出肚臍、裙子裡面也穿著黑色的緊身褲，而且不知為何比OVA版露出更多的肌膚、成為更加強調身材曲線的設計。
亞蕾蕾．雷雷拉伊魯
声 - 小櫻悅子／馮友薇、謝佼娟（ova）（台灣）
OVA版中是法多拉的愛人、TV版中是在城中服侍的侍女。雖然是女孩子卻喜歡女人(情人除了公主外，還包括菜菜美、雪拉等)、是所謂的蕾絲邊。加入誠和藤澤的行動並且擔任他們的嚮導和監視人、同時也在這個行動之中尋找自己喜歡的女孩。年齡雖小卻相當博學、因此總是能順利地完成工作。
烏拉
声 - 阪口綾／盧素娟（香港）
生物盔甲族的貓。由於能變身為盔甲，因此擔任保護王族的角色。本來是法多拉的貓、後來因為誠擔任了法多拉的替身而成為誠的貓。能夠聽懂特定的人的話。實際上不僅會防守也能戰鬥。
倫斯侍衛長
声 - 中博史／梁耀昌（香港）
羅舒大利亞王室侍衛長。也是名對國政有相當影響力的人物。做事一本正經難以變通。
史都雷魯巴博士
声 - 大木民夫／陳曙光（香港）
羅舒大利亞王室学術顧問。本業是王立学院院長。在羅舒大利亞是名知識淵博的學者。對於古耶路哈薩德相當了解。
咪姿．舒亞露
声 - 島津冴子／袁淑珍（香港）
水的大神官。因為是裡面最年長的神官，所以擔任統一協調意見的角色。OVA版和TV版中的性格有所不同。對於自己在三十歲還嫁不出去的事情相當擔心。
一次意外中被藤澤所救，因此愛上他。後來兩人要舉辦結婚典禮前，藤澤卻嚇到逃跑，但後來兩人還是順利結婚並且擁有一名孩子。
亞弗拉．蔓
声 - 吉田美保／雷碧娜（香港）
風的大神官。是一位有智慧且個性傲嬌的女人。在大神官裡面是最年輕的、也是裡面最有才能的。是大神官的歷史中最年輕就任的記録保持者。過去和火神官雪拉有過一段宿命的緣分。
雪拉．雪拉
声 - 櫻井智／林元春（香港）
火的大神官。是名喜歡喝酒和賭博，個性激烈的女人。與她好勝個性相反的是也有純情少女的一面。因為對男性不能免疫，因此很在意誠，為此常和菜菜美吵架。
伊芙利妲/伊芙妲
声 - 天野由梨（OVA『神秘的世界2』為川村萬梨阿）／沈小蘭（香港）／朱憶華（ova）（台灣）
古耶路哈薩德文明所創造並且因此導致毀滅的女性型鬼神（=戰闘用人造人或是其中一種）。在OVA版中擔任女主角。OVA版和TV版模樣和角色都有所差異。
OVA版中，是個看似有著北歐斯拉夫人臉孔的女性。年齢是1萬歳（初登場時是1萬年以後的2萬歳）。能夠將對手的力量當作自己的力量來使用，因此成為最兇惡的鬼神（但其他的伊芙利妲是否相同則不知）。由於「無法實現停止不斷重複進行破壞及殺戮的願望」，而對於自己存在的意義感到絕望。OVA版最後一集中，破壞自己體內執行不斷重複進行破壞及殺戮的機制，來到東雲高中，將穿著制服的誠送至耶路哈薩德後留在東雲高中，與全身穿著白衣的另一個誠重逢。
TV版中則成為有著亞洲人臉孔且體型嬌小的少女。由於有很明顯的天然呆，所以無法自由操作身為鬼神的力量，所以老是被身為主人的陣內責罵。
遊戲版的造型根據電視版且是能夠攻略的對象之一。OVA版『神秘的世界2』的伊芙利妲則是同型卻不同模樣的機體，原因則是因為更換聲優所致。
迪芭
声 - 澤海陽子／黃麗芳（香港）
巴克羅姆的女王。外表的造型則有如人類的女性、但身体構造被認為是昆蟲的構造。和其高傲的言語及令人蠱惑的行為相反的是、有著令人害怕的純樸。對於陣內的一言一行都打從心裡的佩服並且崇拜。OVA版第1期中穿著類似T型內褲的服裝並且在外型上相當曝露呈現出強調身材曲線的風格、電視版中的造型則是全身穿著黑色緊身衣的服裝。
在OVA續集「異次元的世界」中，因為陣內提出巴克羅姆軍增產計畫，於是將他做為自己繁殖的對手。
巴克羅姆
声 - 高橋廣樹、其他
在將耶路哈薩德一分為二的聖大河的遠方、有一個獨自建立大帝國的昆蟲型種族。主要有七種造型(類似於螞蟻)。與人類的語言和文化有大大的不同、過去也沒有彼此往來溝通的例子。與人相比有更優秀的體能、但思考卻相當單純。在陣內來到以後才消除與人類實力的差異。全體由一個（一匹）女王來統治。

### 僅在OVA版登場
法多拉．維納斯
声 - 柊美冬
倫的妹妹。初登場時已經失蹤並且遭到囚禁、OVA版第7巻被釋放並且正式成為登場人物。對男人沒有興趣，卻喜歡美女。由於她的失蹤，而讓誠代替她並且戴上假髮，讓人無從在外表上分辨出來。在TV版中並未登場，在OVA續編TV版再登場。
卡雷斯
声 - 大友龍三郎
倫公主的未婚夫、已滅亡的王國的王子。他的真面目，正是當初以聖戰為名對古耶路哈薩德發動大戰，導致他們啟動能夠扭曲時空的神之眼之力而讓整個耶路哈薩德陷入其中，因而滅亡的種族．幻影族的族長。他們特殊的能力和能夠隱形的肌膚都是因為遭迫害而演化出來。獨自擁有高度的技術、但到底是他們所研發或是取自古耶路哈薩德則不明。綁架法多拉公主、與巴克羅姆勾結等事件、全是他們為了再次啟動神之眼來毀滅耶路哈薩德的陰謀。
卡莉亞
声 - 今井由香／謝佼娟（台灣）
古耶路哈薩德所製造出來的另一個鬼神。面貌和身材都是女性。被陣內所喚醒。
尤巴．尤利烏斯
声 - 丸山詠二
在幻影之森和伊芙利妲住在一起的老人。似乎和誠一樣在同樣年紀時就來到耶路哈薩德。

### 僅在OVA續編TV版登場
法多拉．維納斯
声 - 柊美冬
倫的妹妹。
卡烏露．塔烏拉斯
声 - 坂本真綾
受到結婚而退休的咪姿的推薦，而擔任新的水的大神官。雖然個性相當慈祥，但生氣時會相當可怕。由於自小受到大小姐似的培養，所以有點天然呆。很少與男生接觸過、所以當她和誠親密地來往時，讓菜菜美與雪拉相當嫉妒。非常討厭昆蟲、當昆蟲非常接近時會產生相當可怕的力量。
帕魯那斯
声 - 石川寬美
亞蕾蕾的雙胞胎弟弟。
達魯．那魯西斯三世
声 - 子安武人
古雷塔利亞的皇帝。因為是名喜歡女人的新好男人，所以缺少身為國王的威嚴、不過這些都是因為他曾預見世界將要毀滅，害怕與最重要的人在一起會導致這一切，於是為了不讓她捲入其中而故意耍的把戲。
姬露妲．哈斯特芙
声 - 玉川紗己子
原來統治哈斯托魯夫王国的哈斯托魯夫家第一公主。被前皇帝帶到古雷塔利亞並且和達魯定婚。之後達魯突然背棄婚約、並且也沒說明理由、由於想跟著達魯而以古雷塔利亞的親衛隊長身分服侍他。後來了解達魯為了她而故意背棄婚約，最後與他一起生活並生下一名女兒。
芭迪
和巴克羅姆有著相似組織的白蟻群的女王。在外觀上和巴克羅姆的女王迪芭很像、這個姿態則是方便進食用。
阿魯查
声 - 青野武
被封印在遺跡裡的次元儀的謎之老人。沒有腳和手、只用頭和一部分身體在空中飄浮著。有一對操控器用來代替手，但沒和身體連接在一起，而是獨自飄著。他的真面目是耶路哈薩德的次元大神官。這一切全都是為了統治世界所用的策略。

### 僅在遊戲版登場
伊希艾露．索耶魯
声 - 根谷美智子
地的大神官。自從幫助剛來到耶路哈薩德而被巴克羅姆攻擊的誠和藤澤以來、對誠一行人便多所照顧。雖然擁有相當於地之神殿的「聖石之丘」為據點、但因為和其它神殿不同，除了巨岩以外什麼都沒有、所以在誠他們在進入王宮以後（沒有加入夥伴時）就一直住在羅舒大利亞首都福利史塔利卡的旅館中。和喜歡喝酒的藤澤老師是好酒友。是名坦率開朗的女性。不知為何很怕伊芙利妲、在她加入時如果跑去鬼神的墓地、或是碰到伊芙利妲都會出現很有趣的驚恐表現。由於是地之大神官、所以一旦離開地面（例如在神之眼上面）就無法發揮能力。

## 神秘的世界 OVA
本作由導演林宏樹、AIC所製作，全7話，1995年～1996年由Pioneer LDC發售。故事以水原誠和魔神伊芙莉塔為中心。而主角成為王族的替身、以及能喚醒只有王家的人才能操作的空間破壞兵器伊芙莉塔，這些點，和Edmond Moore Hamilton的SF小説《The Star Kings》等作品有著相似之處。另外，以替身的身分作為故事的展開，和登場人物的名字等，也被認為受到Anthony Hope的《The Prisoner of Zenda》的影響。

### 故事
一切從水原誠在自己上的縣立東雲高中的地下發現奇妙的遺跡展開。
第1話『混戰的世界耶路哈薩德』
在夜裡的學校，像是受到吸引一般地進入學校地下的遺跡的水原誠、在遺跡中突然出現一位女性將他傳送到異世界耶路哈薩德。另外這時剛好也在學校的學生會長陣内克彥和他的妹妹，誠的朋友陣内菜菜美、教師藤澤真理三人也被傳送到耶路哈薩德。
在耶路哈薩德的誠與剛好被傳送到同一地點的藤澤一起受到巴克羅姆（＝昆蟲型的類人類）的襲擊並且正好遇到羅舒大利亞王國的公主倫．維納斯。透過因為時空傳送而得到「怪力」的藤澤、成功地將巴克羅姆擊退。誠和藤澤也一起被招待進入羅舒大利亞王宮、由於誠與前幾天失蹤的第二公主法多拉．維納斯長的一模一樣、於是誠被迫擔任法多拉公主的替身。耶路哈薩德的人類方目前正受到巴克羅姆的攻擊、於是他們組成同盟加以對抗。身為同盟的盟主則能擁有古代文明所建造並且加以封印的最終兵器「神之眼」（＝飄浮在羅舒大利亞上空的巨大球型建築物）、要操作它必須要王族的兩個公主才行、眼前能操作「神之眼」的只有倫公主和法多拉公主兩人。但如果法多拉公主失蹤的事件曝光的話、將會動搖同盟諸侯的信心。認為「神之眼」不是兵器，而是能用於空間傳送的誠、為了找到回到原來世界的方法、而答應幫助倫公主。一方面、被傳送到巴克羅姆聖地而被當作為神之使者的陣內克彥擔任他們的軍師、企圖達成征服耶路哈薩德的野心。
第2話『美女的世界耶路哈薩德』．第3話『温泉的世界耶路哈薩德』．第4話『鬼神的世界耶路哈薩德』
倫公主由於諸侯的要求、決定要到靈山瑪露多溫山招聘掌管「神之眼」封印解除的三個大神官。並且派遣誠和藤澤擔任使者。由於巴克羅姆的襲擊和神官們聖地阿利曼泉旅行、讓誠陰錯陽差地到達此地並且終於能夠和三神官的見面。另外誠和藤澤也偶然遇見了菜菜美、同時也讓大神官們知道誠的真面目。此時、陣内開始策劃要奪取古代文明的遺產，鬼神伊芙利妲、為了防止此事、3個大神官加入誠他們並且與他們前往伊芙利妲所沉眠的禁斷之島。在幻影族（＝人類型準人類）的介入下、讓巴克羅姆得以順利進行、伊芙利妲的支配權也被陣內所掌控。見到伊芙利妲模樣的誠、發現伊芙利妲就是將他傳送到耶路哈薩德的女性、但是已經啟動的伊芙利妲卻似乎不知道誠的事情。
第5話『雷鳴的世界耶路哈薩德』．第6話『閃光的世界耶路哈薩德』
由於伊芙利妲的攻擊造成同盟陣線大受打擊。誠也和大神官一起回到倫公主的王宮並且要執行「神之眼」的封印解除。那一夜、在宴會上、菜菜美因為時空傳送而獲得「視破幻影族幻術」的能力、並且看穿倫公主的未婚夫卡雷斯正是幻影族的族長。但是，卡雷斯卻曝露誠的真面目給諸侯們並且告知自己囚禁了法多拉公主後，而逃亡。隨後、羅舒大利亞王宮也受到伊芙利妲的襲擊。迎撃的大神官們也被她所打敗。此時、誠接近伊芙利妲並且使用時空傳送時獲得的「以自己的精神和古代文明的機械產生共鳴」的能力。結果、讓誠和伊芙利妲的記憶能因此共享。誠也因此了解伊芙利妲的內心渴望不要再殺戮和破壞。然後、伊芙利妲也因為見到誠的記憶而動搖並且從羅舒大利亞王宮撤退。
終於巴克羅姆軍開始向同盟軍總攻擊。同盟軍一個一個敗退。然後「神之眼」的操作施設「天空的階段」也被幻影族所佔據。幻影族分析了法多拉的身心並且使用她進行「神之眼」的系統啟動準備工作。
第7話『永遠的世界耶路哈薩德』
幻影族嘗試要使用「神之眼」來消滅耶路哈薩德、卻因為伊芙利妲的活躍而被阻止、但法多拉公主也因此落入巴克羅姆的手中。陣内以交換法多拉為條件、勸告同盟軍投降。為了應付此事、誠和藤澤以及3個大神官組成救出隊突擊巴克羅姆的要塞。在被囚禁的法多拉面前，誠與伊芙利妲對峙。誠接觸伊芙利妲、嘗試利用自己的力量來解除她心中的服從回術路。誠的嘗試終於成功地讓伊芙利妲獲得意志的自由。但是正要與救出法多拉的誠他們一起脫逃的伊芙利妲、卻因為年代久遠的關係造成身體的內部構造劣化，使得她的不能完全地行動。
救回法多拉後、在巴克羅姆軍的面前，同盟軍正逐漸陷落。倫公主和法多拉公主一起從幻影族手中奪回「神之眼」並且加以啟動擊破巴克羅姆軍，使得戰勢一發逆轉。但是由於控制装置被破壞，讓「神之眼」開始失控、耶路哈薩德面臨即將滅亡的情況。誠為了使用自己的力量阻止「神之眼」的失控、而進入「神之眼」的內部、卻遭到陰謀被粉碎的卡雷斯的阻礙。受到追擊的誠被回復動作機能的伊芙利妲所救。但是要讓到達臨界點的「神之眼」停止運作、在它內部的人卻必須被傳送到另一空間去。由於伊芙利妲正是第一話把誠送入耶路哈薩德的女性、所以她覺悟到阻止「神之眼」失控的結果、就是會被傳送到古代的地球。於是她將誠交付給藤澤並讓他們從「神之眼」的中心部位降落下去。於是耶路哈薩德因為伊芙利妲而獲救、但她也被傳送到時空的遠方。
場景再次回到學校。誠被傳送到耶路哈薩德後、在學校中的伊芙利妲，能源正要耗盡時，誠突然出現於她的面前並且前來迎接她，也為這次的故事劃下句點。

### 工作人員
- 企畫 - 真木太郎、三浦亨[4]
- 構成．劇本 - 月村了衛
- 角色設定．總作畫監督 - 中澤一登
- - 渡邊浩二
- 色彩設計 - 川見拓也
- 音響監督 - 本田保則
- 音樂 - 長岡成貢
- 美術監督 - 須江信人
- 攝影監督 - 佐藤均
- 製作人 - 森尻和明、井上博明、長谷川康雄
- 導演 - 林宏樹
- 製作 - AIC
- 製作協力 -
- 製作 - Pioneer LDC

### 主題曲
ED「BOYS BE FREE!」
作詞 - 枯堂夏子 / 作曲、編曲 - 長岡成貢 / 歌 - 小櫻悅子
第7夜ED「ちいさな花」
作詞 - 枯堂夏子 / 作曲・編曲 - 長岡成貢 / 歌 - 天野由梨

### 各集列表
| 話數   | 日文標題               | 中文標題             | 分鏡                     | 演出       | 作畫監督          | 發售日         |
| ------ | ---------------------- | -------------------- | ------------------------ | ---------- | ----------------- | -------------- |
| 第一夜 | 混戦の世界エルハザード | 混戰的世界耶路哈薩德 | 林宏樹                   | 西山明樹彦 | 渡邊浩二          | 1995年5月26日  |
| 第二夜 | 美女の世界エルハザード | 美女的世界耶路哈薩德 | 林宏樹                   | 木宮茂     | 池田裕治          | 1995年6月25日  |
| 第三夜 | 温泉の世界エルハザード | 溫泉的世界耶路哈薩德 | 小澤一浩                 | 小澤一浩   | 越智信次          | 1995年7月26日  |
| 第四夜 | 鬼神の世界エルハザード | 鬼神的世界耶路哈薩德 | 林宏樹                   | 林宏樹     | 渡辺浩二          | 1995年8月26日  |
| 第五夜 | 雷鳴の世界エルハザード | 雷鳴的世界耶路哈薩德 | 木宮茂                   | 木宮茂     | 池田裕治          | 1995年9月26日  |
| 第六夜 | 閃光の世界エルハザード | 閃光的世界耶路哈薩德 | 小澤一浩                 | 中山晴夫   | 星和伸            | 1995年10月26日 |
| 第七夜 | 永遠の世界エルハザード | 永遠的世界耶路哈薩德 | 秋山勝仁 林宏樹 中澤一登 | 林宏樹     | 中澤一登 渡邊浩二 | 1995年11月26日 |

## 神秘的世界 TV
導演改為秋山勝仁、動畫製作為AIC、製作則為東京電視台、東京電視台媒體網。全26話，從1995年10月6日播放到1996年3月29日。這次的故事則是以水原誠和倫．維納斯為中心。

### 故事
高中生水原誠為園遊會作準備，開始設置一些實驗裝置，但另一方面將誠視為對手的學生會長－陣内克彥，為了惡搞他而企圖破壞，但反而讓裝置失控、結果誠、陣内、陣内的妹妹菜菜美及教師藤澤四人被一道光芒傳送到異世界耶路哈薩德。
在被傳送到異世界後，誠和藤澤偶然間拯救了被怪物襲擊的少女。那個少女正是羅舒大利亞王国的倫公主。被帶到王國的誠和藤澤，為了找出回到原來世界的方法而滞留在這、並且還被捲入羅舒大利亞王國跟巴克羅姆王國（士兵皆為人型大小的昆蟲型態）之間的戰爭，之後兩人也奇蹟式的遇到菜菜美和陣內，菜菜美也正式加入羅舒大利亞的勢力。
飛到異世界而擁有特殊能力的誠和藤澤被王國借助其力量來對抗巴克羅姆、但陣內卻被巴克羅姆女王迪芭色誘且為其服務。於是倫公主、水原誠、藤澤和菜菜美對抗迪芭及陣内的戰爭正式展開。
在經歷許多奇奇怪怪的事件後，超兵器「神之眼」開始失控，將導致耶路哈薩德的滅亡。誠和倫公主兩人成功走到「神之眼」的中心部位，卻無法阻止其失控，為了釋放剩下的能量，誠不得不返回原來的世界。水原誠與倫約定一定有天會再次回來並阻止耶路哈薩德的危機，而失去誠的倫也開始過著悲傷和思念的日子。在經過一天天的傷心後，公主終於再次見到誠回來，也為這個故事劃下了句點。

### TV版和OVA版的不同
- 公主法多拉並未登場，OVA版中法多拉的侍女兼愛人亞蕾蕾變成王宮中的侍女。初登場的第4話，除了對誠以外的人都會使用敬語外，也成為一名喜歡認真工作的人。
- 幻影族未登場。
- OVA版中每個人透過時空傳送而在耶路哈薩德擁有特殊能力，TV版的菜菜美因為沒有幻影族的設定而改為和克彦一樣的特殊能力。
- 倫公主從OVA版中一名二十多歲左右落落大方的公主變更成為一名年輕十多歲的多感少女。誠所喜歡的伊芙利妲也變更成倫公主。
- 神官咪姿在OVA版中有著令人敬畏的性格，在TV版中聲優則把角色詮釋成像是OVA版中的倫公主一樣，是裡面角色中擁有最成熟和最有人情味，品格高尚的性格。但是也會有親自向藤澤提出約會的請求以及擔心嫁不出去等煩惱。
- 伊芙利妲的面貌和性格有很大的差別，變成一名樂天派的天然呆角色。声優的表現方法也和OVA版有所不同，成為較為少女的聲音。但是當她覺醒時的第25話和OVA版中則是一樣的表現。
- 另外林弘樹曾說過在OVA版中有「耶路哈薩德人，無論男女都沒有穿內褲的概念」的裡設定。實際上亞蕾蕾的設定資料就沒有穿著內褲，雪拉在和伊芙利妲的戰鬥中的一瞬間也能看到她的裙子底下似乎沒有穿（OVA第4巻）。不過在結尾動畫中的亞蕾蕾有穿著內褲，關於這點，林回答說是「誠教她要穿」。另外OVA第2集「異次元的世界」中，雪拉則變成有穿。電視版則似乎沒有以上的設定，在一瞬間中能見到雪拉的裙子裡有（紅色的高叉式內褲）和伊芙利妲的裙子中有（紅色的絲襪）的場合，倫公主的裙子中則是穿著黑色的絲襪（官方設定則是比較接近長緊身褲）。

### 工作人員
- 企畫 - 真木太郎、三浦亨[5]
- 原案．系列構成 - 林宏樹、月村了衛
- 角色設定 - 中澤一登
- 設計 - 渡邊浩二
- 系列設定 - 奧田淳
- 美術監督 - 池田繁美
- 攝影監督 - 神山茂男
- 音響監督 - 本田保則
- 音樂 - 長岡成貢
- 製作人 - 森尻和明、小林教子
- 導演 - 秋山勝仁
- 動畫製作 - AIC
- 製作協力 - 、ONIRO
- 製作 - PIONEER LDC、Softex、東京電視台

### 主題曲
前期OP「ILLUSION」
作詞．作曲 - 高木隆次 / 編曲 - INVOICE / 歌 - INVOICE
後期OP
作詞 - U-dai / 作曲．編曲 - 矢野弘佳 / 歌 - 
ED
作詞 - 枯堂夏子 / 作曲．編曲 -  / 歌 - 小櫻悅子、井上喜久子、夏樹莉緒

### 各集列表
| 話數 | 日文標題      | 中文標題    | 劇本       | 分鏡     | 演出       | 作畫監督                 | 播放日         |
| ---- | ------------- | ----------- | ---------- | -------- | ---------- | ------------------------ | -------------- |
| 1    | 冒険の大地へ! | 冒険的大地! | 月村了衛   | 林宏樹   | 岩崎良明   | 戶部敦夫                 | 1995年10月6日  |
| 2    | 神秘の王国へ! | 神秘的王國! | 園田英樹   | 秋山勝仁 | 佐藤育郎   | 小船井充                 | 1995年10月13日 |
| 3    | 魅惑の王女へ! | 誘惑的公主! | 荒川稔久   | 小林孝志 | 小林孝志   | 加藤洋人                 | 1995年10月20日 |
| 4    | 乙女の神殿へ! | 少女的神殿! | 静谷伊佐夫 | 横田和   | 横田和     | 寺岡賢司                 | 1995年10月27日 |
| 5    | 疾風の大空へ! | 疾風的天空! | 山田靖智   | 菊池一仁 | 玉野陽美   | 菊池城二                 | 1995年11月3日  |
| 6    | 熱血の勝負へ! | 熱血的勝負! | 高山治郎   | 岩崎良明 | 岩崎良明   | 佐藤道雄                 | 1995年11月10日 |
| 7    | 金脈の屋台へ! | 金脈的店家! | 長谷川勝己 | 佐藤真人 | 佐藤真人   | 河村明夫                 | 1995年11月17日 |
| 8    | 運命の再会へ! | 命運的再會! | 長谷川勝己 | 前島健一 | 佐藤育郎   | 菊池城二                 | 1995年11月24日 |
| 9    | 盗賊の巣窟へ! | 盜賊的巣窟! | 静谷伊佐夫 | 佐藤育郎 | 多田野俊彦 | 戶部敦夫                 | 1995年12月1日  |
| 10   | 幻獣の密林へ! | 幻獣的密林! | 高山治郎   | 岩崎良明 | 岩崎良明   | 佐佐木一浩               | 1995年12月8日  |
| 11   | 童心の花園へ! | 童心的花園! | 園田英樹   | 玉野陽美 | 水瀬たむら | 菊池城二                 | 1995年12月5日  |
| 12   | 最悪の展開へ! | 最糟的展開! | 荒川稔久   | 菊池一仁 | 則座誠     | 加藤洋人 別所誠人 奥田淳 | 1995年12月22日 |
| 13   | 究極の悪人へ! | 究極的惡人! | 荒川稔久   | 八谷賢一 | 小林孝志   | 寺岡賢司                 | 1995年12月30日 |
| 14   | 伝説の雪原へ! | 傳說的雪原! | 山田靖智   | 佐藤英一 | 多田野俊彦 | 佐藤道雄                 | 1996年1月5日   |
| 15   | 神官の物語へ! | 神官的故事! | 月村了衛   | 佐藤育郎 | 佐藤育郎   | 菊池城二                 | 1996年1月12日  |
| 16   | 旋風の攻防へ! | 旋風的攻防! | 高山治郎   | 八谷賢一 | 岩崎良明   | 戶部敦夫                 | 1996年1月19日  |
| 17   | 天空の瞳へ!   | 天空的瞳孔! | 長谷川勝己 | 岩崎良明 | 則座誠     | 佐佐木一浩               | 1996年1月26日  |
| 18   | 誘拐の陰謀へ! | 誘拐的陰謀! | 園田英樹   | 菊池一仁 | 玉野陽美   | 別所誠人 奥田淳          | 1996年2月2日   |
| 19   | 暗黒の宮殿へ! | 暗黒的宮殿! | 山田靖智   | 佐藤英一 | 多田野俊彦 | 加藤洋人                 | 1996年2月9日   |
| 20   | 兄妹の抗争へ! | 兄妹的抗爭! | 月村了衛   | 佐藤英一 | 前島健一   | 寺岡賢司                 | 1996年2月16日  |
| 21   | 激闘の航路へ! | 激鬥的航路! | 荒川稔久   | 佐藤真人 | 佐藤育郎   | 菊池城二                 | 1996年2月23日  |
| 22   | 決死の救出へ! | 決死的救出! | 山田靖智   | 小林孝志 | 小林孝志   | 佐藤道雄                 | 1996年3月1日   |
| 23   | 逃亡の旅路へ! | 逃亡的旅行! | 月村了衛   | 岩崎良明 | 岩崎良明   | 戶部敦夫                 | 1996年3月8日   |
| 24   | 運命の主役へ! | 命運的主角! | 荒川稔久   | 八谷賢一 | 松園公     | 菊池城二                 | 1996年3月15日  |
| 25   | 終末の世界へ! | 終末的世界! | 月村了衛   | 前島健一 | 多田野俊彦 | 佐佐木一浩               | 1996年3月22日  |
| 26   | 無限の彼方へ! | 無限的遠方! | 月村了衛   | 秋山勝仁 | 別所誠人   | 奥田淳                   | 1996年3月29日  |

## 神秘的世界2
以OVA版「神秘的世界」的最終決戰到最後一幕之間所發生的故事，作為OVA續集。

### 故事
藤澤和咪姿打算舉行結婚儀式前，藤澤卻因此跑走。一方面，陣内喚醒了被封印在遺跡中的卡莉亞。在搜索藤澤時、誠等人遇到了一個老人和另一個伊芙莉塔。

### 工作人員
- 企畫 - 真木太郎、三浦亨[6]
- 原案 - 林宏樹
- 角色設定 - 中澤一登
- 設計 - 寺岡賢司
- 色彩設定 - 川見拓也
- 美術監督 - 桑原悟
- 撮影監督 - 佐藤均
- 編輯 - 關一彥
- 音響監督 - 本田保則
- 音樂 - 長岡成貢
- 製作人 - 森尻和明、小田原明子、井上博明
- 監督 - 岩崎貴明
- 製作 - AIC
- 製作 - PIONEER LDC、東京電視台

### 主題曲
ED「眠れない夜には」
作詞 - 枯堂夏子 / 作曲．編曲 - 長岡成貢 / 歌 - 川村万梨阿

### 各集列表
| 話數     | 日文標題               | 中文標題             | 劇本     | 分鏡     | 演出     | 作畫監督        | 發售日         |
| -------- | ---------------------- | -------------------- | -------- | -------- | -------- | --------------- | -------------- |
| Episode1 | ロシュタリアの花嫁     | 羅舒大利亞的新娘     | 大西一久 | 岩崎良明 | 水島精二 | 戸部敦夫        | 1997年3月21日  |
| Episode2 | カーリア覚醒           | 卡莉亞覚醒           | 大西一久 | 寺東克己 | 佐藤育郎 | 佐藤道雄        | 1997年5月25日  |
| Episode3 | イフリータ・運命の別れ | 伊芙莉塔．命運的別離 | 山田光洋 | 佐藤英一 | 酒井伸次 | 北島信幸 泉明宏 | 1997年8月24日  |
| Episode4 | 再会への誓い           | 誓言再會             | 山田光洋 | 岩崎良明 | 山崎茂   | 佐藤道雄 泉明宏 | 1997年10月25日 |

## 異次元的世界
異次元的世界（異次元の世界エルハザード )是描述OVA版第1期和2期結尾和OVA版的結婚之後的故事，並以此作為續集電視版。

### 故事
咪姿因為結婚而退休，並由新的水之大神官卡烏露．塔烏拉斯所取代、在她就任日那一天，誠他們因為次元轉移裝置的失控，而飛到異世界谷雷大利亞。被傳送到這的原因，則似乎與命之泉的秘密有關？

### 工作人員
- 企畫 - 真木太郎、三浦亨
- 原案 - 林宏樹
- 系列構成 - 山田洋光
- 角色原案 - 中澤一登
- 角色設定 - 奥田淳、小林利充
- 設記 - 渡辺浩二
- 美術監督 - 桑原悟
- 色彩設計 - 關美惠子
- 攝影監督 - 岡崎英夫
- 音響監督 - 本田保則
- 音樂 - 長岡成貢
- 動畫製作 - AIC
- 製作 - PIONEER LDC

### 主題曲
OP「13月的革命」
作詞 - 森雪之丞 / 作曲 - 西村麻聡 / 編曲 -FENCE OF DEFENSE、月光恵亮 / 歌 - FENCE OF DEFENSE
ED「神様がくれた日」
作詞．作曲．歌 - 泉川そら / 編曲 - 有木詠人

### 各集列表
| 話數          | 日文標題                     | 中文標題               | 劇本              | 分鏡                             | 演出           | 作畫監督     | 播放日        |
| 異次元的世界  | 異次元的世界                 | 異次元的世界           | 異次元的世界      | 異次元的世界                     | 異次元的世界   | 異次元的世界 | 異次元的世界  |
| ------------- | ---------------------------- | ---------------------- | ----------------- | -------------------------------- | -------------- | ------------ | ------------- |
| 第一夜        | 消えた? 水の大神官           | 消失了？水之大神官     | 山田光洋          | キクチヤスヒト                   | キクチヤスヒト | 小林利充     | 1998年1月7日  |
| 第二夜        | 開かれる、未知への扉         | 打開了、前往未知的大門 | 山田光洋          | 石山タカ明                       | 三泥無成       | 毛利和昭     | 1998年1月14日 |
| 第三夜        | 舞い降りた、二人の天女       | 從天而降、二個天女     | 山田光洋 山口宏   | 久米一成                         | 久米一成       | 津幡佳明     | 1998年1月21日 |
| 第四夜        | 迫り来る、白き甘い罠         | 迫近、白色甜蜜的陷阱   | 山田光洋          | 市川ゴン                         | 三泥無成       | 毛利和昭     | 1998年1月28日 |
| 第五夜        | 夢ひらく、天空の楽園         | 打開夢想、天空的樂園   | 山田光洋 三井秀樹 | 阿部雅司 キクチヤスヒト          | 矢野篤         | 津幡佳明     | 1998年2月4日  |
| 第六夜        | 商売繁盛、恋の使者           | 生意興盛、戀愛的使者   | 山田光洋          | 関野昌弘                         | 関野昌弘       | 関野昌弘     | 1998年2月11日 |
| 第七夜        | 禁じられた・迷宮             | 被禁止的迷宮           | 山田光洋          | 石山タカ明 キクチヤスヒト        | 藤寺アキヒコ   | 毛利和昭     | 1998年2月18日 |
| 第八夜        | 仕掛けられた・妖艶なる罠     | 設置．妖艶的陷阱       | 山田光洋          | 市川ゴン 阿部雅司 キクチヤスヒト | 阿部雅司       | 津幡佳明     | 1998年2月25日 |
| 第九夜        | 破られた・聖なる掟           | 打破了．神聖的定律     | 山田光洋          | キクチヤスヒト                   | キクチヤスヒト | 小林利充     | 1998年3月4日  |
| 第十夜        | 再びまみえる・宿命のライバル | 再次見面．宿命的對手   | 山田光洋          | 阿部雅司                         | 阿部雅司       | 毛利和昭     | 1998年3月11日 |
| 第十一夜      | 封印された・あやまち         | 封印．錯誤             | 山田光洋          | 阿部雅司                         | 阿部雅司       | 津幡佳明     | 1998年3月18日 |
| 第十二夜      | 忌わしき・天空の扉           | 忌諱．天空之門         | 山田光洋          | キクチヤスヒト                   | キクチヤスヒト | 小林利充     | 1998年3月25日 |
| 異次元的世界∞ |                              |                        |                   |                                  |                |              |               |
| 第十三夜      | 魅惑・誘惑・みそぎの夜!!     | 魅惑．誘惑．洗淨之夜!! | 山田光洋          | 中山岳洋                         | 中山岳洋       | 中山岳洋     | VHS特典影片   |

## 漫畫
円英智作畫。單行本（全3巻）從1996年～到1997年，由德間書店出版。以水原誠和伊芙利妲為中心。比起OVA版和TV版，其愛情喜劇的性質比較薄弱。在徳間書店的漫畫雜誌的1995年12月号連戴到1997年2月号，在故事即將結束時，遇上休刊、之後才在1997年6月号増刊号總集編連載。
大綱
進入沉眠於学校地下的遺跡的高中生水原誠、因為遺跡中出現的女性，而被移轉到異世界耶路哈薩德。
在被轉送以後、受到巴克羅姆的攻擊，幸得羅舒大利亞公主倫．維納斯的侍者亞蕾蕾幫助而脫困並且被捲入到人類與巴克羅姆的戰爭。耶路哈薩德從古至今、人類和巴克羅姆間的戰爭就不斷持續。人類方的盟主倫．維納斯為了能夠擺脫劣勢、決意要解除古代文明遺産的超兵器「神之眼」的封印並且派遣自己的侍者擔任對神官們的使者。
一方面、因為水原誠，而被捲入耶路哈薩德的陣内克彦、則與巴克羅姆聯手合作。陣内克彦為了對抗不是王族就無法啟動「神之眼」、策劃奪取古代文明的遺産鬼神伊芙利妲。陣内克彦與巴克羅姆一起潛入羅舒大利亞王宮的地下、他們的行蹤被誠他們注意到並且開打、但還是被陣內成功取得對伊芙利妲的控制權。在伊芙利妲啟動的場合時，誠正好在場、而伊芙利妲的模樣、讓誠驚訝她與在遺蹟中出現的女子是一模一樣。
在和巴克羅姆作戰的途中、發現幻影族企圖毀滅耶路哈薩德的陰謀。於是水原誠與成功得到意志自由的伊芙利妲一起對抗幻影族。經過激烈的戰鬥、成功組止幻影族的企圖。但是為了保護耶路哈薩德毀滅而犧牲自己的伊芙利妲、卻飛向了時空的遠方。實際上，把水原誠轉送到耶路哈薩德的人就是伊芙利妲本人。漂流到古代地球的她、為了拯救耶路哈薩德、於是在遇到誠之前都保持在睡眠狀態。
為了把水原誠傳送到耶路哈薩德而用盡自己最後的能量、並且覺悟到自己的末期。在那樣的伊芙利妲的面前、水原誠終於出現並且迎接她，而讓故事劃下結局。

## 遊戲
神秘の世界エルハザード
由PIONEER LDC（パイオニアLDC）在1996年3月22日發售的PC-9821平台戀愛冒險遊戲。遊戲是同時使用OVA1和TV1的部分設定，角色外型是TV版為主，OVA版的幻影族和法多拉公主也有登場。另外新登場地的大神官伊希艾露．索耶魯（イシエル・ソエル）是遊戲的原創角色。可攻略的女主角除了咪姿、法多拉公主外都可攻略，神官結局是其他3人一起的單一結局，只有倫公主、菜菜美、伊芙利妲的結局才有影片。
神秘の世界エルハザード for SEGA SATURN
神秘の世界エルハザード的移植版，1996年8月26日由PIONEER LDC發售的SEGA SATURN遊戲。遊戲的對話介面有做調整。
El-Hazard Role-Playing Game And Resource Book
由Guardians of Order在北美2001年7月31日發售的TRPG，ISBN 978-1894525305。

## 相關商品
VHS/LD
VHS和LD都是由PIONEER LDC（パイオニアLDC）發售。
| - 神秘的世界 OVA 神秘の世界エルハザード 第一夜 發售日：1995年5月26日 神秘の世界エルハザード 第二夜 發售日：1995年6月25日 神秘の世界エルハザード 第三夜 發售日：1995年7月26日 神秘の世界エルハザード 第四夜 發售日：1995年8月26日 神秘の世界エルハザード 第五夜 發售日：1995年9月26日 神秘の世界エルハザード 第六夜 發售日：1995年10月26日 神秘の世界エルハザード 第七夜 發售日：1995年11月26日 - 神秘的世界 TV 神秘の世界エルハザード TV1 收錄話數：1~2 發售日：1996年2月25日 神秘の世界エルハザード TV2 收錄話數：3~6 發售日：1996年3月25日 神秘の世界エルハザード TV3 收錄話數：7~10 發售日：1996年4月25日 神秘の世界エルハザード TV4 收錄話數：11~14 發售日：1996年5月25日 神秘の世界エルハザード TV5 收錄話數：15~18 發售日：1996年6月25日 神秘の世界エルハザード TV6 收錄話數：19~22 發售日：1996年7月25日 神秘の世界エルハザード TV7 收錄話數：20~24 發售日：1996年8月25日 | - 神秘的世界2 神秘の世界エルハザード2 Episode1 發售日：1997年3月21日 神秘の世界エルハザード2 Episode2 發售日：1997年5月25日 神秘の世界エルハザード2 Episode3 發售日：1997年8月24日 神秘の世界エルハザード2 Episode4 發售日：1997年10月25日 - 異次元的世界 異次元の世界エルハザード ADV.1 收錄話數：1~2 發售日：1998年3月21日 異次元の世界エルハザード ADV.2 收錄話數：3~4 發售日：1998年4月24日 異次元の世界エルハザード ADV.3 收錄話數：5~6 發售日：1998年5月22日 異次元の世界エルハザード ADV.4 收錄話數：7~8 發售日：1998年6月25日 異次元の世界エルハザード ADV.5 收錄話數：9~10 發售日：1998年7月24日 異次元の世界エルハザード ADV.6 收錄話數：11~12 發售日：1998年8月21日 異次元の世界エルハザード ADV.∞ VHS 非賣品 |

DVD
2000年左右發售的都由PIONEER LDC發售，其他都由ジェネオン・ユニバーサル・エンターテイメント發售。
| - 神秘的世界 TV 神秘の世界エルハザード TV 1-4 發售日：2000年7月26日 神秘の世界エルハザード TV 5-7 發售日：2000年7月26日 神秘の世界エルハザード TV 8-10 發售日：2000年8月25日 神秘の世界エルハザード TV 11-13 發售日：2000年8月25日 神秘の世界エルハザード TV 14-17 發售日：2000年9月22日 神秘の世界エルハザード TV 18-20 發售日：2000年9月22日 神秘の世界エルハザード TV 21-23 發售日：2000年10月25日 神秘の世界エルハザード TV 24-26 發售日：2000年10月25日 神秘の世界エルハザード TV-BOX1 發售日：2006年2月24日 神秘の世界エルハザード TV-BOX2 發售日：2006年3月24日 神秘の世界エルハザード TV SET1 王国篇 收錄話數：1~13 發售日：2012年6月27日 神秘の世界エルハザード TV SET2 冒険篇 收錄話數：14~26 發售日：2012年7月25日 | - 神秘的世界 OVA 神秘の世界エルハザード [第一夜〜第四夜] 發售日：2005年3月25日 神秘の世界エルハザード [第五夜〜第七夜] 發售日：2005年3月25日 神秘の世界エルハザード OVA SET 發售日：2012年1月25日 - 神秘的世界2 神秘の世界エルハザード2 收錄話數：1~4 發售日：1999年8月25日 神秘の世界エルハザード2 廉價版 發售日：2005年3月25日 - 異次元的世界 異次元の世界エルハザード [第1夜-第3夜] 發售日：2000年7月26日 異次元の世界エルハザード [第4夜-第6夜] 發售日：2000年7月26日 異次元の世界エルハザード [第7夜-第9夜] 發售日：2000年8月25日 異次元の世界エルハザード [第10夜-第13夜] 發售日：2000年8月25日 異次元の世界エルハザードTV 發售日：2012年8月22日 |

BD
BD是由ジェネオン・ユニバーサル・エンターテイメント發售。
- 神秘的世界 OVA

神秘の世界 エルハザード OVA 1stシリーズ Blu-ray BOX 發售日：2014年9月26日
CD
CD都由PIONEER LDC發售。
- 神秘の世界エルハザード 音楽篇

發售日：1995年3月22日
- 神秘の世界エルハザード CDスペシャル 「陣内の世界エルハザード」

發售日：1995年9月21日
- TV「神秘の世界エルハザード」CDシリーズ-1 ～縁談の世界エルハザード～

發售日：1995年12月21日
- 神秘の世界エルハザード 音楽篇VOL.2 -美少女の世界エルハザード-

發售日：1996年2月10日
- TV「神秘の世界エルハザード」CDシリーズ-2 ～勝負の世界エルハザード～

發售日：1996年5月10日
- ラジオの世界エルハザード CDスペシャル

發售日：1996年7月24日
- 神秘の世界エルハザード EL-HAZARD交響組曲

發售日：1997年3月5日
- 神秘の世界エルハザード2 音楽篇 ～菜々美のスペシャル・ブライダルフェア～

發售日：1997年5月28日
- ラジオドラマ「神秘の世界エルハザード2」スペシャル

發售日：1997年8月27日
- 異次元の世界エルハザード 音楽篇

發售日：1998年2月25日）
- 神秘の世界エルハザード 大全集

發售日：1998年3月25日

## 外部連結
- .   [2011-09-05]. （原始内容存档于2014-04-21）.（日語）
- .   [2011-09-05]. （原始内容存档于2009-01-17）.（日語）
- .   [2015-10-20]. （原始内容存档于2009-02-01）.（日語）
- .   [2011-09-05]. （原始内容存档于2009-02-01）.（日語）